# Mjørkadalur
Mjørkadalur egy helység Feröeren, Streymoy szigetén, de nem tekinthető valódi településnek, hanem csak egy dán katonai támaszpont, amely a Sornfelli hegyen található radarállomás irányítóközpontjaként szolgál.
Állandó lakosa nincs. Közigazgatásilag Tórshavn községhez tartozik.
A támaszpont 1963. augusztus 16-án állt szolgálatba. Hozzá tartozik a 749 m magas Sornfelli csúcsán található radarállomás, amely a NATO északi sarkkör menti korai riasztási rendszerének tagja.

## Népesség
| Év              | Lakosság |
| --------------- | -------- |
| 1986. január 1. | 41       |
| 1991. január 1. | 14       |
| 1996. január 1. | 1        |
| 2001. január 1. | 2        |
| 2006. január 1. | 0        |

## Közlekedés
A Tórshavnból Mjørkadalurba vezető 10-es utat Feröer egyik legfontosabb főútjává építették ki, miután a NATO 1966-ban átadta kiszolgálóútját a feröeri kormánynak. Az út tovább vezet észak felé, és összeköti a fővárost a nyugati parton fekvő Vestmannával és a keleti partról Eysturoy szigetére vezető híddal. Ma egyébként inkább a biztonságosabb keleti part mentén futó utat és a Kaldbaksbotnur mögötti alagutat használják a helyközi forgalomban.

### Külső hivatkozások
- forsvaret.dk/FRK Feröeri parancsnokság – a dán hadsereg honlapja (dán, angol)
- Mjørkadaluri Sportklub (dán)
- Soldaterforeningen Mjørkadalur (dán)